# Вриндавана Даса
Вринда́вана Да́са Тхаку́р (IAST: Vṛndāvana Dāsa Ṭhākura) — кришнаитский святой, живший в Бенгалии в XVI веке. Был одним из ближайших учеников Нитьянанды и автором «Чайтанья-бхагаваты» — агиографии основоположника традиции гаудия-вайшнавизма Чайтаньи (1486—1534).

## Чайтанья-бхагавата
«Чайтанья-бхагавата» изначально называлась «Чайтанья-мангала», но, впоследствии, была переименована в «Чайтанья-бхагавату». Возможной причиной было то, что Вриндавана Даса считается воплощением Вьясы, пришедшим с миссией описать игры Чайтаньи. Вьяса же, по верованиям индуистов, был автором «Бхагавата-пураны», — священного текста, в котором наиболее полно описаны игры Кришны. В «Чайтанья-чаритамрите», Кришнадаса Кавираджа около 15 раз называет Вриндавану Дасу «Вьясой Чайтанья-лилы».
В «Према-виласе» Нитьянанды Дасы описывается, что после прочтения «Чайтанья-мангалы» Лочаны Дасы, Вриндавана Даса осознал, что Лочана в своём произведении смог выразить мадхурью, «сладкую сторону» воплощения Чайтаньи, в то время как Вриндавана Даса показал в «Чайтанья-бхагавате» айшварью — божественное великолепие Чайтаньи и его лил.